# 若昂萨上校镇
若昂萨上校镇是巴西巴伊亚州的一个市镇。总面积825.767平方公里，总人口18663人，人口密度22.6人/平方公里。